# Matheus Garcia
Matheus Garcia est un joueur international brésilien de rink hockey. 

## Palmarès
En 2015, il participe au championnat du monde de rink hockey en France.

## Référence
1. ↑  (pt) « Plantel » [archive du 4 juillet 2015], sur mundial2015.hoqueipt.com (consulté le 22 juin 2015)
2. ↑  « Composition de l’équipe du Brésil de Rink Hockey », sur mondialvendee2015.com (consulté le 22 juin 2015)